# Central Registry of War Criminals and Security Suspects

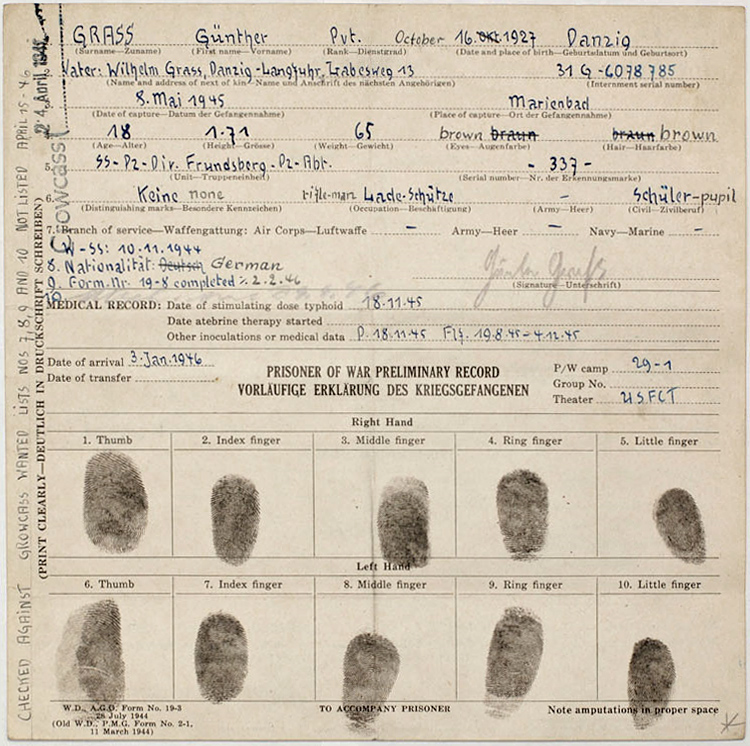
Teil von Günter Grass’ Kriegsgefangenenakte mit Vermerk der Überprüfung mit der CROWCASS-Liste am linken Rand

Das Central Registry of War Criminals and Security Suspects (CROWCASS) war ein in den ersten Nachkriegsjahren des Zweiten Weltkrieges von den Westalliierten geführtes Verzeichnis flüchtiger Personen, die verdächtigt wurden, Kriegsverbrechen begangen zu haben. CROWCASS diente dazu, Namen bekannter Verdächtiger mit den Namen der zu Kriegsende etwa acht Millionen von den Alliierten festgehaltenen Kriegsgefangenen abzugleichen.
General Dwight D. Eisenhower, der zum damaligen Zeitpunkt Oberkommandierender der Supreme Headquarters Allied Expeditionary Force (SHAEF) und damit dem bei der SHAEF angesiedelten Court of Inquiry für die internationale Kooperation zur Strafverfolgung von Kriegsverbrechern in Europa war, gab im Mai 1945 den Anstoß zur Aufnahme dieses Programms.
CROWCASS, ebenfalls bei der SHAEF angesiedelt, hatte seinen Dienstsitz zunächst in Paris. Bis zu 380 Zivilangestellte, die etwa 40 alliierten Offizieren unterstanden, waren mit der Sammlung, Sortierung und Weitergabe von Daten beschäftigt, die im Rahmen des War Crimes Program entstanden. Aufgrund der Vielzahl an aufzunehmen Daten wurde ab Ende 1945 der Schwerpunkt von CROWCASS auf die Anfertigung von Listen bezüglich der Fahndung und Festnahme von Kriegsverbrechern gelegt. Nachdem SHAEF Mitte Juli 1945 aufgelöst worden war, erfolgte die Unterstellung der CROWCASS der Viermächteverwaltung und damit die Dienstsitznahme in Berlin. Als Zivilangestellte der CROWCASS fungierten nun deutsche Staatsangehörige. Die Sowjetunion nahm an CROWCASS de facto nicht teil.
CROWCASS ermöglichte die Festnahme und Verurteilung mehrerer Tausend Personen, darunter Personen, die Verbrechen in Buchenwald, Mauthausen und Dachau begangen hatten. Neben der Verfolgung von potentiellen Kriegsverbrechern nutzte man das umfangreiche Verzeichnis auch zur Rekrutierung früherer Nationalsozialisten als Agenten für den amerikanischen Geheimdienst oder als Informanten. Leon G. Turrou, der Leiter des Programms, fungierte dabei als Kontaktperson zum amerikanischen Geheimdienst. Einträge von Personen, die man für sich arbeiten lassen wollte, wie den Experten für politische Kriegsführung Hans-Heinrich Herwarth von Bittenfeld oder Reinhard Gehlen, sollten nicht im Verzeichnis auftauchen und wurden daher kurzerhand gestrichen.
Über das CROWCASS-Programm wurden bis zu seiner Beendigung Mitte 1948 etwa 130.000 Berichte über Ingewahrsamnahmen an Ermittler aus wenigstens zwölf Ländern erstellt. Abschließend erfolgte die Herausgabe von 40 Bänden mit Namenslisten gesuchter oder festgenommener Kriegsverbrecher.
Ein Faksimile der konsolidierten Liste wurde im Jahre 2005 vom Verlag “Naval & Military Press” herausgegeben.